# 莫萨赫 (埃伯斯贝格县)
莫萨赫（德語：Moosach，發音：[ˈmoːzax] ⓘ）是德国巴伐利亚州上巴伐利亚行政区埃伯斯贝格县的市镇，面积18.2平方千米，人口为人。